# Saint-Pantaléon-les-Vignes
Pour le vin, voir saint-pantaléon-les-vignes (AOC).
Pour les articles homonymes, voir Saint-Pantaléon et Vignes.
Saint-Pantaléon-les-Vignes est une commune française située dans le département de la Drôme en région Auvergne-Rhône-Alpes.

## Géographie

### Localisation
La commune de Saint-Pantaléon-les-Vignes est situé à 14 km à l'est de Grignan (chef-lieu du canton) et à 24 km au sud de Dieulefit.

### Climat
Pour des articles plus généraux, voir Climat d'Auvergne-Rhône-Alpes et Climat de la Drôme.
En 2010, le climat de la commune est de type climat méditerranéen franc, selon une étude du Centre national de la recherche scientifique s'appuyant sur une série de données couvrant la période 1971-2000. En 2020, Météo-France publie une typologie des climats de la France métropolitaine dans laquelle la commune est dans une zone de transition entre le climat de montagne et le climat méditerranéen et est dans la région climatique  Provence, Languedoc-Roussillon, caractérisée par une pluviométrie faible en été, un très bon ensoleillement (2 600 h/an), un été chaud (21,5 °C), un air très sec en été, sec en toutes saisons, des vents forts (fréquence de 40 à 50 % de vents > 5 m/s) et peu de brouillards. 
Pour la période 1971-2000, la température annuelle moyenne est de 13 °C, avec une amplitude thermique annuelle de 17,2 °C. Le cumul annuel moyen de précipitations est de 847 mm, avec 7 jours de précipitations en janvier et 3,6 jours en juillet. Pour la période 1991-2020, la température moyenne annuelle observée sur la station météorologique de Météo-France la plus proche, « Taulignan », sur la commune de Taulignan à 7 km à vol d'oiseau, est de 14,0 °C et le cumul annuel moyen de précipitations est de 842,4 mm,. Pour l'avenir, les paramètres climatiques de la commune estimés pour 2050 selon différents scénarios d'émission de gaz à effet de serre sont consultables sur un site dédié publié par Météo-France en novembre 2022.

## Urbanisme

### Typologie
Au 1er janvier 2024, Saint-Pantaléon-les-Vignes est catégorisée commune rurale à habitat dispersé, selon la nouvelle grille communale de densité à 7 niveaux définie par l'Insee en 2022.
Elle est située hors unité urbaine. Par ailleurs la commune fait partie de l'aire d'attraction de Valréas, dont elle est une commune de la couronne,. Cette aire, qui regroupe 12 communes, est catégorisée dans les aires de moins de 50 000 habitants,.

### Occupation des sols
L'occupation des sols de la commune, telle qu'elle ressort de la base de données européenne d’occupation biophysique des sols Corine Land Cover (CLC), est marquée par l'importance des territoires agricoles (71,3 % en 2018), en diminution par rapport à 1990 (73,9 %). La répartition détaillée en 2018 est la suivante : 
cultures permanentes (64,4 %), forêts (14,4 %), milieux à végétation arbustive et/ou herbacée (10,8 %), zones agricoles hétérogènes (6,9 %), zones urbanisées (3,4 %). L'évolution de l’occupation des sols de la commune et de ses infrastructures peut être observée sur les différentes représentations cartographiques du territoire : la carte de Cassini (XVIIIe siècle), la carte d'état-major (1820-1866) et les cartes ou photos aériennes de l'IGN pour la période actuelle (1950 à aujourd'hui).

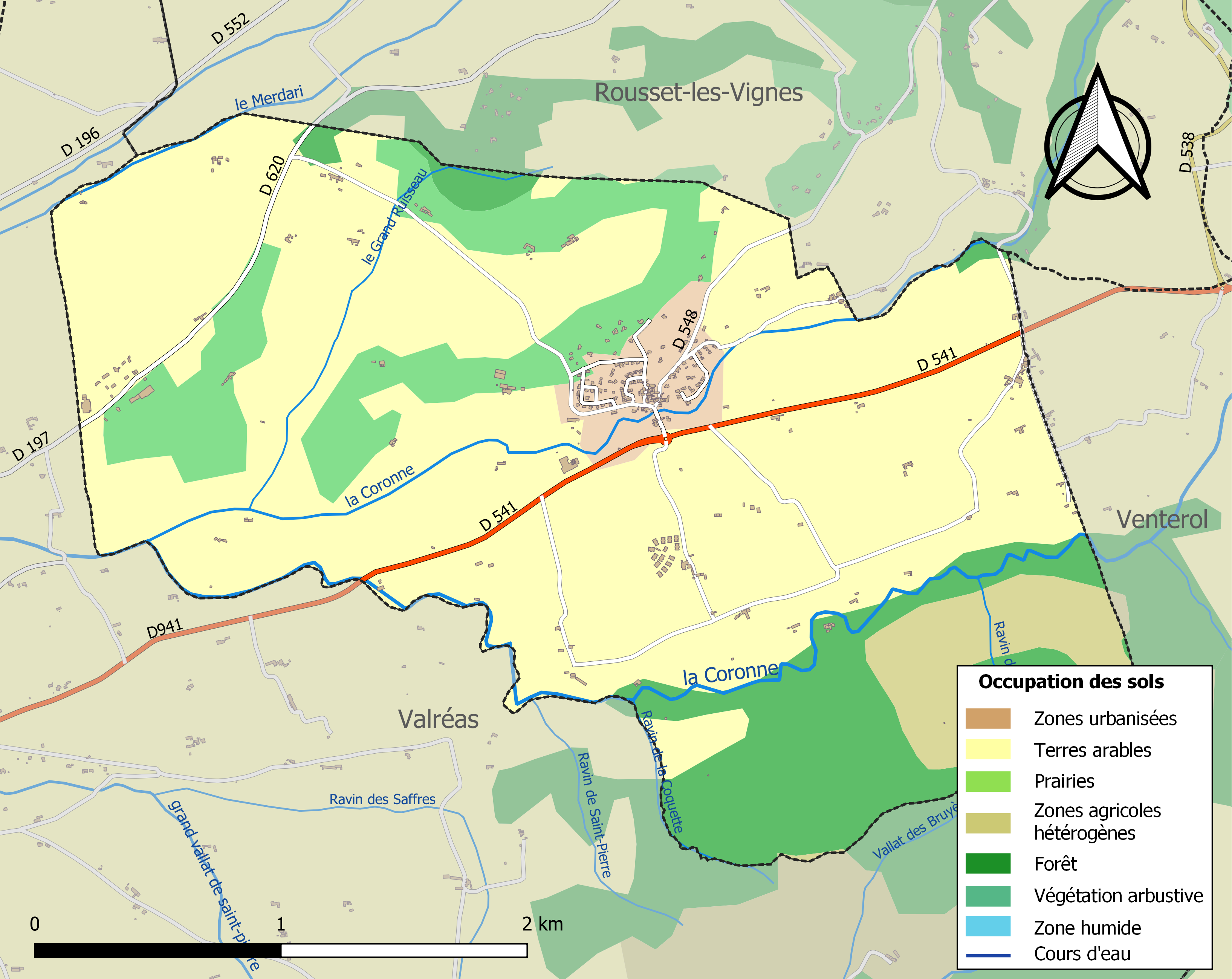
Carte des infrastructures et de l'occupation des sols de la commune en 2018 (CLC).

## Toponymie

### Attestations
Dictionnaire topographique du département de la Drôme :
- 989 : mention du prieuré : cella Sancti Pantaleonis in Proventia (cartulaire de Cluny, 2466).
- 1251 : castrum seu villa Sancti Pantaleonis (inventaire des dauphins, 252).
- 1345 : mention du prieuré : prioratus Sancti Pantheleonis (cartulaire de Romans, p. j., 13).
- XIVe siècle : la ville de Saint Pantaleon (Duchesne, Comtes de Valentinois, 10).
- XVIe siècle : mention du prieuré : prioratus Sancti Panthaleonis Tricastrinensis dioecesis (pouillé gén.).
- 1553 : Sent Penthali (archives de la Drôme, E 5917).
- 1654 : Saint Pantali (archives de la Drôme, E 5875).
- 1693 : Saint Panthali (archives de la Drôme, E 5870).
- 1729 : Saint Pantaly (archives de la Drôme, E 5013).
- 1794 : Pont-Libre [appellation révolutionnaire].
- 1891 : Saint-Pantaléon, commune du canton de Grignan.

(non daté)[réf. nécessaire] : Saint-Pantaléon-les-Vignes.

### Étymologie
La commune tire son nom d'un personnage de l'Église catholique : saint Pantaléon.

## Histoire

### Antiquité: les Gallo-romains
Découverte d'un bas-relief romain.

### Du Moyen Âge à la Révolution
La seigneurie :
- Au point de vue féodal, Saint-Pantaléon était une terre du fief du pape.
- Possession des comtes de Provence.
- 1270 : elle est acquise par les Poitiers[-Saint-Vallier].
- XVIe siècle : possession des Alrics.
- XVIIe siècle : les Alrics intègrent cette terre dans leur marquisat de Rousset.
- 1737 : le marquisat passe (par héritage) aux Durand de Pontaujard.
- 1755 : il passe aux Armand de Blacons.

XIVe siècle : le monastère est détruit. Il sera réoccupé au XVIe siècle et à nouveau saccagé par le baron des Adrets pendant les guerres de Religion.
Démographie :
- 1733 : 50 familles habitant 51 maisons (dont 11 maisons près de l'église et 40 granges).
- 1744 : 43 habitants (dont 36 ou 37 grangers).

Avant 1790, Saint-Pantaléon était une paroisse du Comtat-Venaissin et du diocèse de Saint-Paul-Trois-Châteaux qui avait été distraite de celle de Rousset en 1747 et dont l'église était celle d'un prieuré de l'ordre de Saint-Benoît (filiation de Cluny) connu dès le début du XIIIe siècle et dont les dîmes appartenaient au prieur du lieu, qui présentait à la cure.

### De la Révolution à nos jours
En 1792, Saint-Pantaléon devient une municipalité du canton de Rousset, district de Carpentras. En 1796, elle est annexée au canton de Taulignan. La réorganisation de l'an VIII (1799-1800) la place dans le canton de Grignan.

## Politique et administration

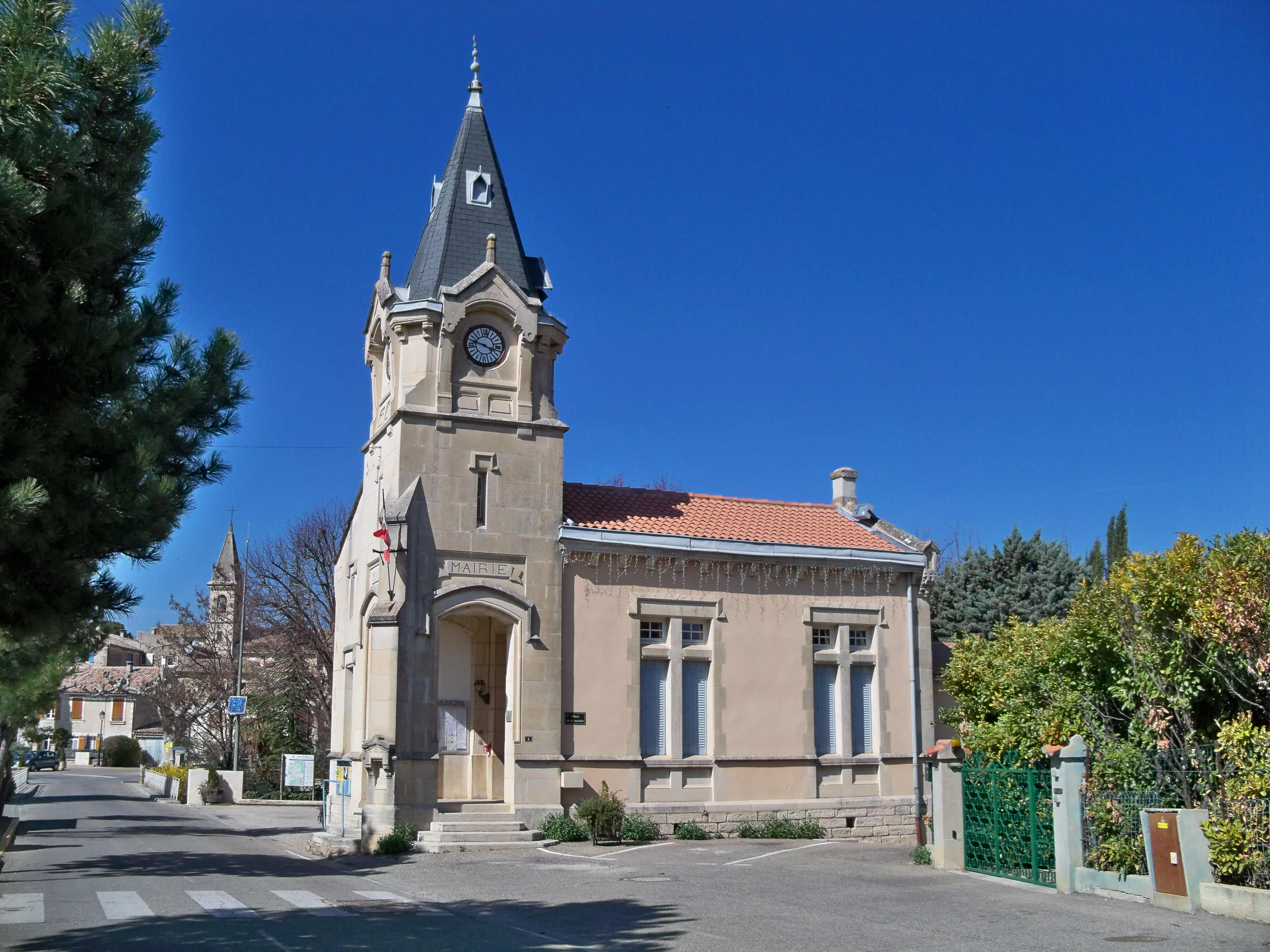
Mairie de Saint-Pantaléon-les-Vignes.

### Liste des maires
| Période                                  | Période                        | Identité                              | Étiquette           | Qualité |
| ---------------------------------------- | ------------------------------ | ------------------------------------- | ------------------- | ------- |
| Les données manquantes sont à compléter. |                                |                                       |                     |         |
| avant 1981[réf. nécessaire]              | ?                              | Maurice Romieu[réf. nécessaire]       | PS[réf. nécessaire] |         |
| mars 2001[réf. nécessaire]               | mars 2008[réf. nécessaire]     | Marcel Bonnefoy[réf. nécessaire]      |                     |         |
| mars 2008[réf. nécessaire]               | En cours (au 27 novembre 2020) | Céline Lascombes[source insuffisante] | SE[réf. nécessaire] |         |

## Population et société

### Démographie
L'évolution du nombre d'habitants est connue à travers les recensements de la population effectués dans la commune depuis 1793. Pour les communes de moins de 10 000 habitants, une enquête de recensement portant sur toute la population est réalisée tous les cinq ans, les populations de référence des années intermédiaires étant quant à elles estimées par interpolation ou extrapolation. Pour la commune, le premier recensement exhaustif entrant dans le cadre du nouveau dispositif a été réalisé en 2005.

En 2022, la commune comptait 400 habitants, en évolution de −10,11 % par rapport à 2016 (Drôme : +2,64 %, France hors Mayotte : +2,11 %).
| 1793 | 1800 | 1806 | 1821 | 1831 | 1836 | 1841 | 1846 | 1851 |
| ---- | ---- | ---- | ---- | ---- | ---- | ---- | ---- | ---- |
| 310  | 322  | 301  | 375  | 371  | 328  | 361  | 387  | 405  |

| 1856 | 1861 | 1866 | 1872 | 1876 | 1881 | 1886 | 1891 | 1896 |
| ---- | ---- | ---- | ---- | ---- | ---- | ---- | ---- | ---- |
| 403  | 363  | 350  | 345  | 325  | 327  | 317  | 307  | 298  |

| 1901 | 1906 | 1911 | 1921 | 1926 | 1931 | 1936 | 1946 | 1954 |
| ---- | ---- | ---- | ---- | ---- | ---- | ---- | ---- | ---- |
| 310  | 300  | 299  | 265  | 265  | 269  | 275  | 255  | 222  |

| 1962 | 1968 | 1975 | 1982 | 1990 | 1999 | 2005 | 2006 | 2010 |
| ---- | ---- | ---- | ---- | ---- | ---- | ---- | ---- | ---- |
| 215  | 234  | 259  | 287  | 319  | 305  | 321  | 336  | 419  |

| 2015 | 2020 | 2022 | - | - | - | - | - | - |
| ---- | ---- | ---- | - | - | - | - | - | - |
| 442  | 410  | 400  | - | - | - | - | - | - |

### Manifestations culturelles et festivités
- Fête : le 27 juillet ou le dimanche suivant[13].

### Loisirs
- Pêche et chasse[13].

### Médias
Le territoire de la commune se situe dans l'aire de diffusion de plusieurs médias :
- Presse écrite
  - Le Dauphiné libéré, quotidien régional qui consacre, chaque jour, y compris le dimanche, dans son édition de « Romans et Drôme des collines » un ou plusieurs articles à l'actualité du canton et de la commune, ainsi que des informations sur les éventuelles manifestations locales, les travaux routiers, et autres événements divers à caractère local.
  - L'Agriculture Drômoise, journal d'informations agricoles et rurales, couvre l'ensemble du département de la Drôme.
  - Drôme Hebdo (ancien Peuple Libre), hebdomadaire chrétien d'informations.
- Presse audio-visuelle
  - France Bleu est une radio publique diffusée sur son territoire.

## Économie
En 1992 : vignes (vins AOC Côtes-du-Rhône Village et Côtes-du-Rhône, cave coopérative), vergers, lavande et lavandin, caprins, ovins.
Les vignerons de la commune sont représentés au sein de la commanderie des Costes du Rhône, confrérie bachique, qui tient ses assises au château de Suze-la-Rousse, siège de l'Université du vin[réf. nécessaire].

### Commerce
Le restaurant L'Auberge, qui porte le label Bistrot de pays, adhère a une charte qui a but de « contribuer à la conservation et à l'animation du tissu économique et social en milieu rural par le maintien d'un lieu de vie du village ».

## Culture locale et patrimoine

### Lieux et monuments

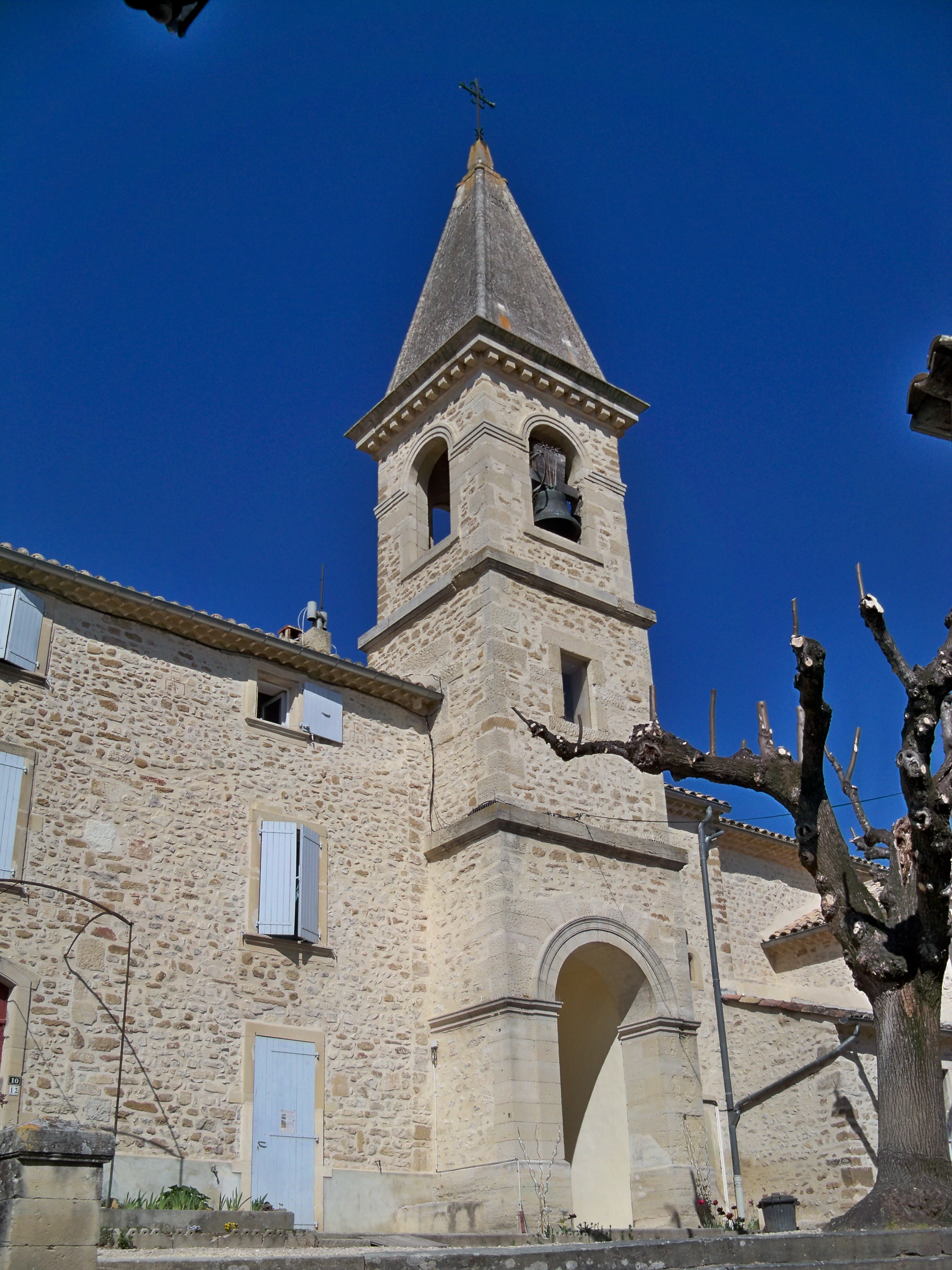
Église de Saint-Pantaléon.

- Église Saint-Pantaléon de Saint-Pantaléon-les-Vignes, romane (remaniée)[13] (XIe siècle)  : baptistère d'époque carolingienne, fenêtres à ébrasement, petit appareil des pierres composant les murs, quelques pierres portant des traces de peinture médiévale[réf. nécessaire].
- Château du XVIIIe siècle[réf. nécessaire].
- Calvaire[13].
- Vieilles maisons[13].

### Héraldique, logotype et devise
| Blason de Saint-Pantaléon-les-Vignes | Blason  | D'azur au bourreau à dextre s'apprêtant à décapiter saint Pantaléon agenouillé et contourné, le tout d’argent, le saint auréolé d'or. DeviseCella sancti pantaleonis in provencia (Cellier Saint Pantaléon en Provence). |
| Blason de Saint-Pantaléon-les-Vignes | Détails | La ville porte ce blason, mais au champ d'azur. |